# Acremodontina carinata
Acremodontina carinata är en snäckart som först beskrevs av Powell 1940.  Acremodontina carinata ingår i släktet Acremodontina och familjen Trochaclididae. Inga underarter finns listade i Catalogue of Life.